# Донаков, Талгат Советбекович
Талгат Советбекович Донаков (каз. Талғат Советбекұлы Донақов; род. 16 января 1965, Аягуз) — Председатель Высшего Судебного Совета Республики Казахстан

## Биография
Родился 1965 году в Семипалатинской области. Происходит из рода Найман Средний жуз
Окончил Казахский государственный университет им. С. М. Кирова, аспирантуру Института государства и права Академии наук СССР (г. Москва), юрист-правовед, кандидат юридических наук.
1991—1992 гг.- учёный секретарь Института философии и права, государства и права Академии наук Казахстана.
1992—1994 гг. — советник председателя, заместитель заведующего отделом аппарата Верховного Совета Республики Казахстан.
1994—2000 гг. — консультант, заведующий сектором, заместитель заведующего, первый заместитель заведующего, заведующий отделом по вопросам законодательства и правовой экспертизы, судебной системы, государственно-правовым отделом Администрации Президента Республики Казахстан.
2000—2002 гг. — первый заместитель Министра юстиции Республики Казахстан.
2002—2004 гг. — первый заместитель заведующего государственно-правовым отделом Администрации президента Республики Казахстан.
2004—2008 гг. — заведующий отделом законодательства и правовой экспертизы Администрации президента Республики Казахстан, заведующий Государственно-правовым отделом Администрации президента Республики Казахстан.
2008—2015 гг. — заместитель руководителя Администрации президента Республики Казахстан.
11 декабря 2015 года назначен министром по делам государственной службы Республики Казахстан.
13 сентября 2016 года назначен заместителем руководителя администрации президента РК.
04 апреля 2018 года назначен Председателем Высшего Судебного Совета Казахстана; 07 июня 2021 года освобожден от занимаемой должности.

## Награды
Награждён орденами «Құрмет» (2005), «Парасат», другими государственными и ведомственными наградами.
Почётная грамота Республики Казахстан (1993)